# Selenter See-Gebiet
Selenter See-Gebiet este o arie protejată (arie de protecție specială avifaunistică — SPA) din Germania întinsă pe o suprafață de 3.060 ha, integral pe uscat.

## Localizare
Centrul sitului Selenter See-Gebiet este situat la coordonatele 54°18′25″N 10°26′58″E / 54.3069°N 10.4494°E.

## Înființare
Situl Selenter See-Gebiet a fost declarat arie de protecție specială avifaunistică în septembrie 2004 pentru a proteja 20 de specii de animale.

## Biodiversitate
Situată în ecoregiunea continentală, aria protejată nu include niciun habitat protejat.
La baza desemnării sitului se află mai multe specii protejate de  păsări (20): pescăruș albastru (Alcedo atthis), rață lingurar (Anas clypeata), rață cârâitoare (Anas querquedula), Anas strepera strepera, rața moțată (Aythya fuligula), buhai de baltă (Botaurus stellaris stellaris), buha (Bubo bubo), erete de stuf (Circus aeruginosus), lebădă de iarnă (Cygnus cygnus), ciocănitoarea de stejar (Dendrocopos medius), ciocănitoare neagră (Dryocopus martius), Grus grus grus, codalb (Haliaeetus albicilla), sfrâncioc roșiatic (Lanius collurio), ferestraș mic (Mergus albellus), Mergus merganser merganser, viespar (Pernis apivorus), Podiceps cristatus cristatus, mărăcinar (Saxicola rubetra), chiră de baltă (Sterna hirundo).